# Fran Bošnjaković
Fran Bošnjaković (Zagreb, 1902. - Stuttgart, 1993.), istaknuti hrvatski znanstvenik iz područja znanosti o toplini. Bio je profesor na sveučilištima u Beogradu, Zagrebu, Braunschweigu i Stuttgartu, rektor Sveučilišta u Zagrebu, član akademija u Zagrebu, Heidelbergu i Veneciji.

## Životopis
Rođen je u Zagrebu 12. siječnja 1902. godine. U Zagrebu je završio osnovnu školu i gimnaziju, te započeo studij brodostrojarstva. Na Technische Hochschule u Dresdenu je diplomirao kao inženjer strojarstva. U Strojarskom laboratoriju ove tehničke škole je radio kao suradnik Richarda Molliera. Na ovoj ustanovi je 1928. god. promoviran u doktora tehničkih znanosti, a 1931. god. habilitirao se za privatnog docenta. Kada je Hitler došao na vlast, razvoj njegove karijere u Njemačkoj je bio zaustavljen, te 1933. prihvaća poziv Tehničkog fakulteta Sveučilišta u Beogradu gdje postaje izvanredni profesor termodinamike. Od 1936. je na Tehničkom fakultetu u Zagrebu, gdje je 1937. godine imenovan za redovnog profesora za predmete Nauka o toplini, Kompresori i rashladni strojevi, Teorija parnih strojeva, te Termodinamika i termotehnika. Na zagrebačkom Tehničkom fakultetu je 1940. godine izabran za dekana, i tu dužnost obavlja do 1943. Nakon rata je vršitelj dužnosti dekana Tehničkog fakulteta. U neposrednom poratnom razdoblju uspijeva obnoviti rad ove ustanove. No, krajem 1945. godine nastupa progon od strane novog jugoslavenskog režima. Zbog članstva u upravnom odboru jedne tvrtke tijekom rata, režim ga osuđuje na dvije godine prisilnog rada bez lišenja slobode, te do 1947. ne djeluje na zagrebačkom sveučilištu. Nakon toga dolazi do rehabilitacije, i priznanja za njegov rad. 1949. mu je dodijeljeno visoko državno odlikovanje Orden rada I. reda, 1951. postaje rektor Zagrebačkog sveučilišta, a 1953. je imenovan počasnim profesorom Tehničkog fakulteta.
1953. godine Visoka tehnička škola u Braunschweigu nudi poziciju Franu Bošnjakoviću. Odazvavši se, postaje predstojnik Katedre za tehničku termodinamiku i direktor Termotehničkog instituta (Wärmetechnisches Institut). Od 1961. godine radi na Visokoj tehničkoj školi u Stuttgartu. Tamo pokreće Institut za termodinamiku zrakoplovstva i svemirskih letova, koji vodi do umirovljenja 1968. Nakon umirovljenja je nekoliko godina bio gostujući predavač na sveučilištima u SAD.
Tijekom rada u inozemstvu, kontinuirano održava veze s Hrvatskom, gostuje kao predavač i surađuje sa znanstvenicima iz područja tehničke termodinamike. 1940. godine je izabran za dopisnog člana JAZU, a 1992 je taj izbor ponovljen za HAZU. Umro je u Stuttgartu 01.10.1993. godine.

## Djelo
Fran Bošnjaković je dao snažan pečat razvoju i primjeni tehničke termodinamike. Pokrivajući vrlo široko područje, njegov veliki doprinos je u istraživanju dvokomponentnih i višekomponentnih smjesa, rasplinjavanja i čađenja, izmjene topline te nepovratnosti pretvorbe energije u termotehničkim procesima. Ustanovio je studijske grupe za ireverzibilnu termodinamiku, prijenos tvari i termokinetiku, zračenje i plazmu, te prijenos topline.  Životno djelo Frana Bošnjakovića je opsežni udžbenik tehničke termodinamike. Prvo izdanje tog udžbenika je izašlo još 1935. godine u Dresdenu pod naslovom Technische Thermodynamik. Od tada je objavljeno sedam proširenih i poboljšanih izdanja na njemačkom i pet izdanja na hrvatskom jeziku, uz prijevode i na ruski („Tehničeskaja termodinamika“) i engleski („Technical Thermodynamics“). Hrvatsko izdanje je naslovljeno „Nauka o toplini“. Taj je udžbenik svjetski priznat, i na njemu su odgajane brojne generacije inženjera. Fran Bošnjaković je dobitnik najviših međunarodnih nagrada, a 1994. godine na Zagrebačkom sveučilištu ustanovljena je godišnja nagrada za istaknute pojedince iz područja tehničkih znanosti koja nosi ime "Fran Bošnjaković".

## Obiteljski podaci
Fran Bošnjaković je sin jednog od pionira kemije i sporta u Hrvatskoj, Srećka Bošnjakovića (1865. – 1907.), i otac Branka Bošnjakovića (1939.), hrvatsko-nizozemskog znanstvenika koji djeluje na području fizike, zaštite okoliša i održivog razvoja.

## Vanjske poveznice
- Fran Bošnjaković Hrvatska tehnička enciklopedija, portal hrvatske tehničke baštine. LZMK